# کلارنس هیل (ورزشکار)
کلارنس هیل (انگلیسی: Clarence Hill؛ زادهٔ ۲۶ ژوئن ۱۹۵۱) بوکسور اهل برمودا است.